# Le Livre des cinq anneaux (jeu de rôle)
Pour les articles homonymes, voir Le Livre des cinq anneaux.
Le jeu de rôle Le Livre des cinq Anneaux (L5A) puis La Légende des cinq Anneaux à partir de la 5e édition de 2020 (titre original: "Legend of the Five Rings" ou "L5R") est un jeu de rôle américain tiré du jeu de cartes Legend of the Five Rings et dont la première édition est parue en 1996.
Le jeu se déroule dans l'univers de Rokugan, un univers de fantasy librement inspiré du Japon médiéval auquel il ajoute l'existence de la magie et de nombreux peuples et créatures surnaturels. Les joueurs évoluent dans un vaste empire dont les principales factions sont des clans de samouraïs. Ils peuvent notamment incarner des samouraïs guerriers, des magiciens appelés shugenjas, mais aussi des moines ou des courtisans. Le système de jeu d'origine est conçu pour des aventures héroïques. Le jeu a connu un bon accueil de la part des critiques et des joueurs et a connu plusieurs rééditions ainsi que de nombreux suppléments.

## L'histoire
Le monde imaginaire dans lequel se déroule le jeu n'a pas de nom, de sorte que le terme de "Rokugan" est utilisé à la fois pour désigner le pays précis où se déroulent les aventures proposées et le monde entier. C'est un empire dont la naissance est décrite dans la mythologie imaginaire du jeu par l'épisode de la chute des « Kami ». Le décor de campagne du Livre des Cinq Anneaux s'inspire très fortement du Japon féodal, panaché d'autres aspects empruntés aux cultures chinoises et coréennes, mais aussi de magie et d'un bestiaire mythologique.
La société rokugani est basée sur une structure clanique, avec sept (et plus tard, huit) Clans Majeurs et un certain nombre de clans mineurs.  Les Clans Majeurs sont composés de plusieurs familles, remplissant chacune une fonction précise au sein du clan. Les Clans Mineurs de leur côté ne sont généralement composés que d'une seule famille. Chaque clan contrôle également des fiefs qui lui ont été confiés par l'Empereur. Ce dernier reste, en titre, le possesseur de tout le pays et les clans payent des impôts annuels correspondants à la richesse estimée de leurs terres.

## Le jeu

### Les personnages
Les joueurs incarnent dans le jeu de rôle du Livre des Cinq Anneaux des samouraïs guerriers (bushi), des prêtres (shugenja), des courtisans et des moines. L'univers connu, appelé Rokugan, est principalement partagé entre plusieurs clans : les clans de la Licorne, du Lion, du Crabe, de la Grue, du Phénix, du Scorpion, du Dragon, Mante (depuis la 3e édition) ainsi que de l'Araignée (depuis la 4e édition), plus un certain nombre de clans mineurs.
La plupart des personnages appartiennent à un clan, auquel ils doivent fidélité et obéissance, mais certains sont des rônins (samouraï sans maître). L'idéal de vie des personnages doit être guidé par le respect du bushidō et du code de l'honneur, inhérent à leur statut de samouraï. C'est donc dans un cadre assez violent, strict, codé, et où la magie ou les mots sont souvent aussi puissants que les armes, que les joueurs vont devoir évoluer, et travailler en équipe pour mener à bien les missions qui leur seront confiées.
- Création du personnage : Afin de créer un personnage pour jouer au Livre des Cinq Anneaux, le joueur dispose d'un certain nombre de points de création (variable selon les éditions, le type de personnage créé et le niveau d'héroïsme envisagé pour la campagne) et d'un tableau indiquant le prix des améliorations qu'il peut acheter avec lesdits points. Ces points servent à augmenter le niveau de Traits du personnage, le niveau de ses compétences ou à acheter de nouvelles compétence. Ces points peuvent également être utilisés pour acheter des Avantages, qui donneront au personnage des bonus ou des capacités supplémentaires conçues pour les aider dans certaines situations. Inversement, un joueur peut choisir d'infliger un certain nombre de Désavantages à son personnage, ce qui lui donne des Points de création supplémentaires à dépenser, mais qui lui impose des malus durant la partie.

- Létalité : Le jeu de rôle du Livre des Cinq Anneaux est réputé pour sa létalité[1]. Les joueurs qui se ruent aveuglément au combat risquent de voir leur personnage mourir à la première partie. Le système permet d'éviter les combats inutiles par une interprétation appropriée de son rôle, mais les personnages débutants disposent néanmoins des capacités requises pour survivre si le combat est inévitable.

### Le système de jeu
Le système de règles du Livre des Cinq Anneaux a pour principales particularités :
- Anneaux & Traits : Les personnages du jeu sont définis par huit Traits, regroupés par paires pour former des Anneaux, qui s'inspirent des cinq éléments de la culture japonaise traditionnelle décrits par Miyamoto Musashi dans son ouvrage intitulé le Traité des Cinq Roues : l'Endurance et la Volonté forment l'Anneau de la Terre ; la Force et la Perception forment l'Anneau de l'Eau ; l'Agilité et l'Intelligence forment l'Anneau du Feu ; les Réflexes et l'Intuition forment l'Anneau de l'Air. Il existe un cinquième anneau, l'Anneau du Vide qui, contrairement aux quatre premiers, ne résulte pas de la combinaison d'un trait physique et d'un trait mental, mais représente une capacité unique et rare à réaliser des actions extraordinaires. Chacun des cinq Anneaux peut augmenter au cours du jeu, simulant ainsi l’accomplissement physique et spirituel des héros.

- Le Roll & Keep system : Le système de jeu du Livre des Cinq Anneaux celui du roll & keep ("lancer et garder") qui utilise exclusivement des d10. Pour déterminer si une action est réussie, le joueur lance un certain nombre de dés ("roll"), en écarte une partie et fait la somme du reste ("keep"); puis, il compare le résultat obtenu à la difficulté déterminée par le MJ. Dans la plupart des cas, le joueur lance un nombre de dés égal à la somme du Trait approprié et de sa Compétence (ex : Agilité + Tir à l'arc), et garde un nombre de dés égal à son Trait (dans l'exemple précédent, son Agilité).

- Des dés "explosifs" : Normalement, lorsqu'un dé obtient un résultat de 10 (habituellement indiqué par un 0 sur le dé à 10 faces), on dit que le dé "explose". Dans ce cas, le joueur relance le dé et ajoute le nouveau résultat au 10 originellement obtenu. Si ce second résultat est à nouveau un 10, le joueur relance à nouveau le dé et additionne les trois résultats. Ce processus se répète tant que le joueur obtient 10. La 2e édition des règles et la plupart des suppléments écrits pour elle utilisaient à la fois ce système et le D20 system tel qu'il est présenté dans "Oriental Adventures"; ce double système sera abandonné avec la sortie de la 3e édition de L5A.

Ce système a été repris, à peu de chose près, dans Les Secrets de la septième mer, un autre jeu de rôle de l'éditeur AEG paru en 1999.

### Publications
Le jeu a connu une première édition en 1996 (présentée sous forme d'un livre de base unique), puis une deuxième en 2000 (en deux volumes, le Guide du joueur et le Guide du maître. En 2001 L5R a connu une adaptation au d20 system (sous la forme de suppléments à Donjons et Dragons 3e éd., le Guide de l'Orient et Rokugan). Toutes ces éditions ont été éditées en France par Asmodée/Siroz.
En 2005 AEG a publié la 3e édition du jeu au format roll & keep, traduite en français en 2006 par Ubik.
Une 4e édition est sortie en 2010. Le 11 septembre 2015, l'éditeur de jeux américain Fantasy Flight Games annonce qu'il a acquis les droits pour Legends of the Five Rings et qu'un nouveau chapitre de l'Empire d’Émeraude verra le jour à la Gen Con Indy 2017.
La 5e édition paraît en 2018 toujours chez l'éditeur FFG. Le système se mâtine de dés spéciaux issus du système Genesys (Star Wars 2012, Warhammer 3e éd.).

## Accueil critique
En septembre 1997, Tristan Lhomme donne une critique globalement favorable de la première édition américaine du jeu dans la revue de jeux de rôle française Casus Belli. Il apprécie la richesse de l'univers de Rokugan et son grand potentiel ludique, tout en regrettant l'aspect « historico-rigide » de sa civilisation, dont il regrette qu'elle ne se démarque pas davantage du Japon médiéval réel. La mécanique des règles lui semble très réussie grâce à une création de personnage « rapide, simple et dépourvue de hasard » et à un système « simple, ingénieux et fonctionnel » qui « mélange un fond de White Wolf, une grosse lampée de Star Wars, une bonne louche de Gurps et une pincée d’AD&D ». Il reste cependant sceptique devant la rigidité des règles destinées à gérer la Gloire, l'Honneur et les Rangs des personnages : s'il apprécie le dépaysement qui en résulte pendant les parties, il craint que ces règles ne finissent par devenir pesantes. Il juge le texte « agréable à lire » et la mise en page et les illustrations très réussies, notamment le recours systématique à des dessins pour illustrer les bâtiments et les armes et armures.

## Récompenses
- Origins Award meilleur jeu de rôle 1997